# بادي هارينجتون
بادي هارينجتون (بالإنجليزية: Paddy Harrington)‏ هو لاعب كرة القدم الغالية أيرلندي، ولد في 1933 في Ardgroom ‏ في جمهورية أيرلندا، وتوفي في 2005.